# ماجد الفطیم
مجید الفطیم (۱۹۳۴ – ۱۷ دسامبر ۲۰۲۱) یک میلیاردر و بازرگان اماراتی بود و بنیان‌گذار و مالک گروه ماجد الفطیم، یک کنگلومرای املاک و خرده‌فروشی اماراتی با پروژه‌هایی در آسیا و آفریقا.

## اوایل زندگی
مجید الفطیم پسرعموی میلیاردر دیگر، عبدالله الفطیم، رئیس گروه الفطیم بود که بعدها از او جدا شد.]]  
گروه مجید الفطیم در حال حاضر در ۲۰ بازار بین‌المللی فعالیت دارد و بیش از ۴۵,۰۰۰ نفر را استخدام کرده است.

## حرفه
او بنیان‌گذار و مالک گروه مجید الفطیم بود که در سال ۱۹۹۲ پس از تقسیم امپراتوری الفطیم با پسرعمویش آن را تأسیس کرد.
گفتنی‌ست که این گروه مالک بخش قابل توجهی از سهام اسنپ و همینطور فروشگاه‌های زنجیره‌ای هایپراستار در ایران است.
بر اساس گزارش فوربس، ثروت الفطیم در سپتامبر ۲۰۲۱ حدود ۴ میلیارد دلار آمریکا بود.

### ساختمان‌های برجسته
از املاک برجسته شرکت او می‌توان به مال آو امارات با پیست اسکی داخلی اسکی دبی و مال آو مصر که در مارس ۲۰۱۷ افتتاح شد، اشاره کرد.

## زندگی شخصی و مرگ
الفطیم مالک قایق تفریحی Quattroelle بود که توسط Lürssen در سال ۲۰۱۳ برای مایکل لی-چین ساخته شد و در سال ۲۰۱۴ فروخته شد. این قایق ۲۹ خدمه دارد.
او ازدواج کرده بود و در دبی زندگی می‌کرد. الفطیم در ۱۷ دسامبر ۲۰۲۱ در دبی درگذشت.  
پسر او، طارق الفطیم، در حال حاضر در هیئت مدیره گروه مجید الفطیم فعالیت دارد.